# Orbea huillensis
Orbea huillensis är en oleanderväxtart. Orbea huillensis ingår i släktet Orbea och familjen oleanderväxter.

## Underarter
Arten delas in i följande underarter:
- O. h. flava
- O. h. huillensis